# Кислотные тесты

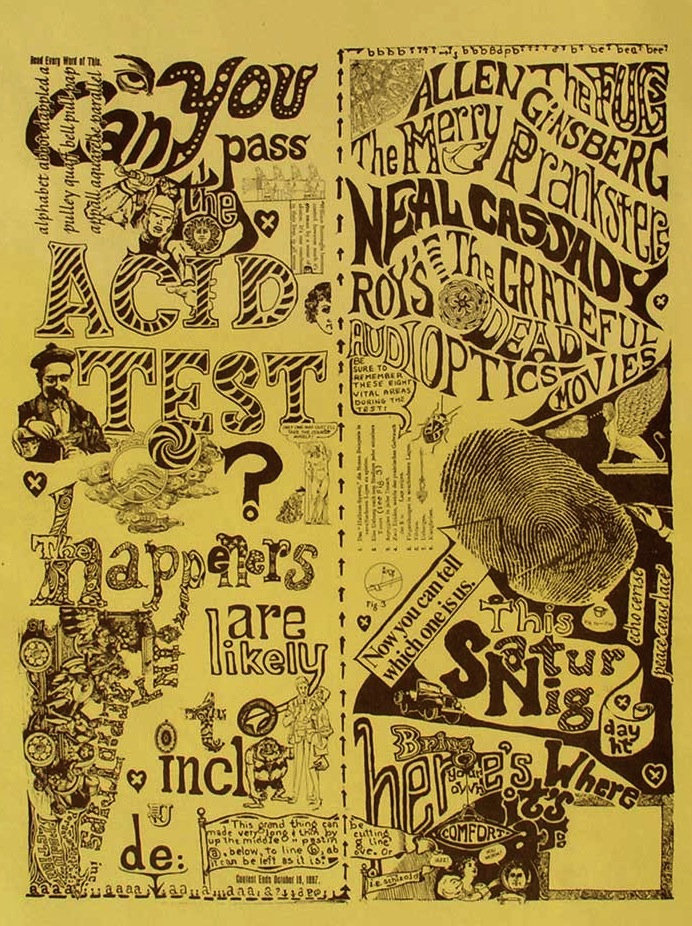
Флаер «Кислотного теста» 1965 года

Кисло́тные те́сты (англ. Acid Tests) — вечеринки или «хэппенинги», проводимые коммуной американского писателя Кена Кизи, «Весёлыми проказниками» в середине 1960-х годов в области залива Сан-Франциско с употреблением участниками ЛСД (иногда без их согласия).
В историческом срезе «Кислотные тесты» примечательны своим пропагандистским влиянием на контркультуру и ответственны за популяризацию ЛСД, приведшую к включению данного психоактивного вещества в список наркотиков и запрету его производства, употребления и распространения сначала на территории штата Калифорния 6 октября 1966 года и более позднему федеральному запрету на территории всех Соединённых Штатов Америки 27 октября 1970 года.

## Предпосылки
19 апреля 1943 года («День велосипеда»), спустя пять лет после получения ЛСД химиком Альбертом Хофманом, был зафиксирован первый опыт преднамеренного приёма этого психоделического вещества, вызвавший специфическую психологическую и физиологическую реакции — однако до начала 1950-х годов целенаправленное влияние ЛСД на человека широко не изучалось. Новый виток в истории распространения наркотика дала секретная программа американского ЦРУ под названием Проект «МК-Ультра».
В числе прочих целей проекта было исследование влияния ЛСД на человека. В небольшом калифорнийском городе Менло-Парк, в Ветеранском Госпитале, проводился набор добровольцев для участия в экспериментах, которые вызывают временное состояние, приближенное к психозу — одним из добровольцев нанялся будущий лидер коммуны Весёлых проказников, Кен Кизи.
Развившееся увлечение психоделическими веществами и нелегально выносимые за пределы лабораторий препараты сконцентрировали жизнь стэнфордской богемы, в круг которой был допущен Кизи, вокруг него. Особую популярность снискала «легендарная перри-лейнская Острая Оленина — блюдо, изобретенное Кизи и состоящее из тушеной оленины, сдобренной ЛСД…».
Следующим образом в статье «Сны Орегона» Валерий Нугатов описал последствия проводимых в Менло-Парке опытов на общественную жизнь:

Ученые-психологи из Стэнфордского университета даже предположить не могли, что академические опыты, проводившиеся в его стенах, в скором времени приведут к глобальному перевороту в сознании не только населения США, но и всего Западного мира.

Итогом возросшей популярности ЛСД и принимавшей все большее значение личности Кизи, стало сплочение тесной группы единомышленников в коммуну, которая обзаводилась новыми членами по мере упрочения своей популярности в кругу субкультурной молодёжи. Апофеозом для Весёлых проказников стало присоединение к ним в 1964 году Аузли Стэнли (англ. Owsley Stanley) — студента-недоучки из Калифорнийского университета в Беркли, химика, «кислотного гуру», создателя нескольких подпольных лабораторий по изготовлению ЛСД.
С момента его присоединения к коммуне, Весёлые проказники получили доступ к огромному количеству кустарно производимого ЛСД — так зародилась идея «Кислотных тестов». В период, когда продажа ЛСД на территории штата Калифорния ещё не была запрещена, Аузли был владельцем нескольких лабораторий по изготовлению наркотика и скупал крупными партиями моногидрат лизергиновой кислоты (основной компонент ЛСД) у компаний «International Chemical and Nuclear Corporation» и «Cycle» — общее количество произведённых Аузли доз ЛСД в капсулах и таблетках превышало 1 млн единиц (по другим данным — 10 млн).

## Этимология названия
Термин «Кислотный тест», применимо к вечеринкам, был предложен Кеном Кизи — этимологически он дублирует аналогичный по звучанию и написанию термин (англ. Acid test (gold)) — обозначающий «пробу на кислотную реакцию» и использовавшийся в 1850-х годах золотоискателями. Термин служил для обозначения химического и металлургического анализа (англ. Metallurgical assay) с использованием кислоты для дифференцирования золота среди прочих металлов.

## Противопоставление учению о приёме ЛСД
Помимо Весёлых проказников, с ЛСД экспериментировали и учёные: психологом и доктором философии Тимоти Лири, профессором психологии Гарвардского университета Ричардом Алпертом и психологом Ральфом Метцнером (англ. Ralph Metzner) было сформировано собственное видение вопроса употребления психоделического препарата — симбиозом науки и философии стало «Учение о приеме ЛСД», основанное на базе Тибетской Книги мёртвых. Ученые пропагандировали «настрой и обстановку», употребление этого вещества в спокойном месте — в декорированном доме или квартире, приравнивая опыт приема ЛСД к опыту духовному, сакральному.
Со своей стороны Кизи, осознав уже сложившуюся к тому моменту социальную значимость коммуны, решил дать буквально всему миру самолично прочувствовать опыт нового восприятия, почувствовать экстаз.
К тому же в руках у них самый действенный из когда-либо изобретенных ключей к дверям мирового сознания, а именно — ЛСД Аузли…Том Вулф
В противовес учению Лири, Алперта и Мецнера, Кизи с Проказниками решили превратить приём ЛСД в безумную вечеринку — с оглушительно громко играющим роком, трансляциями Фильма, стробоскопическими эффектами, светомузыкой — и раздачей его всем участникам действа.

## Хронология
В таблице ниже указан полный список Кислотных тестов, проведённых коммуной Весёлых проказников за период существования — с лета 1964 по осень 1966. В таблицу так же вошли «поздние» тесты, проведённые отдельными членами коммуны после её распада. Элементы списка представлены в хронологическом порядке.
Хронология составлена на основе документальной книги Т. Вулфа «Электропрохладительный кислотный тест» и информации с сайта lysergia.com.
| Год                                                            | Число           | Место проведения                                          | Название                                  | Примечания |
| -------------------------------------------------------------- | --------------- | --------------------------------------------------------- | ----------------------------------------- | --- |
| Время становления и бурного развития коммуны                   |                 |                                                           |                                           | |
| 1965                                                           | 27 ноября       | Санта-Круз, Калифорния                                    | —                                         | Первый Кислотный тест. Широкой огласки не получил, основная масса присутствовавших — непосредственно члены коммуны. |
| 1965                                                           | 4 декабря       | Сан-Хосе (Калифорния), Калифорния                         | —                                         | Крупномасштабная вечеринка. Проводилась в непосредственной близости к проходившему в тот же день концерту The Rolling Stones с целью привлечения посетителей. Впервые членами коммуны были использованы рекламные листовки. Первое выступление группы «The Grateful Dead» под новым именем (ранее назывались «The Warlocks»). Численность присутствовавших — около четырёхсот человек. |
| 1965                                                           | 11 декабря      | Муир-Бич (англ. Muir Beach, California), Калифорния       | —                                         | Первая для коммуны вечеринка с обильным использованием аппаратуры — стробоскопов, прожекторов, электрооргана Хаммонд, различных музыкальных инструментов. Среди присутствовавших впервые появились члены клуба Ангелов Ада. |
| 1965                                                           | 18 декабря      | Пало-Альто, Калифорния, Big Beat Club                     | The BIG BEAT                              | Аузли Стэнли (англ. Owsley Stanley) знакомит менеджера Рока Скалли (англ. Rock Scully) с The Grateful Dead. К коммуне присоединяется в будущем известный активист хиппи-движения Хью Ромни (англ. Wavy Gravy). |
| 1965                                                           | 24 декабря      | Портленд, штат Орегон                                     | —                                         | — |
| Последние месяцы периода расцвета коммуны и её упадок          |                 |                                                           |                                           | |
| 1966                                                           | 1 января        | Сан-Франциско, Калифорния                                 | —                                         | — |
| 1966                                                           | 8 января        | Сан-Франциско, «Филмор Холл»                              | —                                         | — |
| 1966                                                           | 21—23 января    | Сан-Франциско, «Портовый зал» (англ. Longshoremen’s Hall) | Фестиваль Полетов                         | Широко разрекламированная вечеринка под лозунгом «Опыт восприятия ЛСД без ЛСД». В рекламной акции предстоящего события принял участие Аллен Гинзберг (см. рис.), близкий друг Кизи и всей коммуны в целом. Первый для Проказников серьёзный финансовый успех; итогом проведённого Фестиваля стало подписание контракта с «Филмор Холл» о еженедельном проведении вечеринок.            |
| 1966                                                           | 29 января       | Сан-Франциско                                             | The Sound City Acid Test                  | Запись музыкального альбома «The Acid Test». |
| 1966                                                           | 5 февраля       | Лос-Анджелес, Калифорния                                  | —                                         | — |
| 1966                                                           | 6 февраля       | Лос-Анджелес                                              | —                                         | — |
| 1966                                                           | 12 февраля      | Комптон                                                   | Уоттсовский тест                          | Первый Кислотный тест, проведённый без Кизи, вследствие вынужденного бегства в Мексику последнего. Вечеринка вызвала широкий общественный резонанс из-за замаскированной под угощением пуншем раздачи ЛСД — и приковала к коммуне внимание прессы и полиции. Хэппенинг послужил причиной раскола в коммуне.                                                                            |
| 1966                                                           | 25 февраля      | Лос-Анджелес, Cinema Theatre                              | —                                         | — |
| 1966                                                           | 19 марта        | Лос-Анджелес, Cartway Studios                             | —                                         | — |
| 1966                                                           | 25 марта        | Лос-Анджелес, Trouper’s Hall                              | —                                         | — |
| 1966                                                           | апрель-сентябрь | Мексика                                                   | —                                         | После начавшихся гонений прессы и полиции на Кизи, последнему пришлось покинуть США и бежать в Мексику, где вместе с присоединившимися позднее членами коммуны были проведены ещё три Кислотных теста. |
| 1966                                                           | 1 октября       | Сан-Франциско                                             | —                                         | — |
| 1966                                                           | 31 октября      | Сан-Франциско «Уинтерленд» (англ. Winterland Ballroom)    | Выпускной бал. Окончание Кислотного теста | Последний Кислотный тест за период существования коммуны. Широко разрекламированное событие вследствие очередного ареста Кизи и пары интервью о ЛСД, данных каналам KGO-TV (англ. Station KGO) и KPIX (англ. KPIX-TV). Среди присутствовавших — большое количество репортеров, журналистов. Прощание Кизи с членами коммуны.                                                           |
| Вечеринки, проведённые бывшими членами коммуны за её пределами |                 |                                                           |                                           | |
| 1967                                                           | —               | Денвер, штат Колорадо                                     | —                                         | — |
| 1967                                                           | —               | Остин, штат Техас, Техасский университет в Остине         | —                                         | — |
| 1967                                                           | 16 марта        | Хьюстон, Техас, Университет Райс                          | —                                         | — |
| 2005                                                           | 31 октября      | Лас-Вегас, штат Невада                                    | 40-я годовщина Кислотных тестов           | Вечеринка была организована сыном Кена Кизи, Зеном (англ. Zane Kesey) при участии сына Кеннета Баббса (англ. Ken Babbs) Саймона (англ. Simon Babbs) и «проказника» Джорджа Уокера (англ. George Walker). |

## География
На карте указаны все города, в которых проводились «Кислотные тесты» с 1965 по 2005 год. Не включёнными остались несколько вечеринок, проведённых с апреля по сентябрь 1996 года на территории Мексики — документальных свидетельств их точного географического расположения не сохранилось.

## Феномен Кислотных тестов
Являющиеся «производным» феноменом 1960-х, «Кислотные тесты» Весёлых проказников предвосхитили молодёжный бунт в США, который случился несколькими годами позже распада коммуны. История становления хиппи-движения с Кислотными тестами связана неразрывно — практически каждый его участник из области залива Сан-Франциско хотя бы раз побывал на хэппенинах Кизи. В одночасье, в Сан-Франциско только и были разговоры о «трипах» и Кислотных тестах — Весёлые проказники своими вечеринками написали первую главу истории ЛСД, а некоторыми авторами Кислотным тестам даже отводят роль родоначальника контркультуры своего времени.
Весёлые проказники и их «Кислотные тесты» встали у истоков психоделической революции и логически продолжили дело бит-поколения, «подготовив почву» для появления ещё более социально и политически весомой группы — хиппи.